# مغز ۷۶۴۵
سیارک ۷۶۴۵ (به انگلیسی: 7645 Pons، نامگذاری:1989AC2) هفت هزار و ششصد و چهل و پنجمین سیارک کشف شده‌است که در ۴ ژانویه ۱۹۸۹ کشف شد.
قدر مطلق سیارک برابر ۱۴٫۴۰ است.